# استان کائو بانگ
استان کائو بانگ (به لاتین: Cao Bằng Province) یک استان در ویتنام است که در منطقه شمال شرقی ویتنام واقع شده‌است.

## خصوصیات
استان کائو بانگ ۶٬۷۲۴٫۶ کیلومترمربع مساحت و ۵۲۸٬۱۰۰ نفر جمعیت دارد.